# Ovidio José Bianquet
Ovidio José Bianquet (Buenos Aires, 14 de febrero de 1885-Mar del Plata,  7 de febrero de 1942) fue un famoso bailarín argentino de tango, más conocido como “El Cachafaz”.

## Biografía
Nació en la esquina de las avenidas Boedo e Independencia, en el barrio de Boedo. Desde muy pequeño llamó la atención por su destreza en los movimientos corporales y, más adelante, comenzó a ganar popularidad como bailarín.
En 1911 compitió en un concurso de tango con grandes figuras de la época como Elías Alippi, Juan Carlos Herrera, Ambrosio Radrizzani y Enrique Muiño y obtuvo el primer premio.
Su apodo El Cachafaz significa ‘bribón, descarado, insolente, pícaro, holgazán’ y, al aparecer era el juicio que en su juventud mereció de sus mayores, especialmente por su trato con las mujeres. También era conocido, por razones no documentadas, como Benito Bianquet.
En 1911 viajó a Estados Unidos y al volver dos años después instaló una academia de baile. En 1916 actuó en Resaca, la primera de las 14 películas en las que participó.
En 1919 estuvo en París, al parecer dando lecciones de baile a personas de la alta sociedad y para actuar en el cabaret El Garrón, donde actuaba el músico argentino Manuel Pizarro junto a sus hermanos, pero regresó a su país.
Era corpulento, usaba el cabello engominado tirante hacia atrás, tenía rasgos aindiados y marcas de viruela en la cara y en las fotos y en el cine siempre posaba con gesto serio. Cuando bailaba el tango con cortes se vestía con saco negro y pantalón fantasía a rayas negras y grises y para el tango de salón usaba esmoquin.
Tenía un compás único, era un creador de pasos y de “cortes” (así se llaman las figuras corporales que realizan los bailarines). Físicamente no era agraciado; sin embargo, irradiaba simpatía y eso cautivaba a las mujeres y creaba empatía con los hombres.
Trabajó mucho para las compañías de revistas de Francisco Canaro. Cuando viajaba extrañaba mucho la que él consideraba su casa, el café de Corrientes y Talcahuano donde en las tardes ocupaba siempre la misma mesa y recibía a sus amigos, entre ellos Gardel.
Carmen Calderón decía:

«No era buen mozo, era feo como noche oscura y esa cara picada de viruela, pero su forma de ser era suave y simpática. Ahora, cuando se enojaba temblaban todos…Nunca uso revólver, de un cachetazo los dejaba dormidos…Tenía un don especial, elegancia y un compás único. Fue un gran creador de pasos, pero también tenía muchos «cortes» (figuras) en común con José Giambuzzi, El Tarila.»

Entre 1910 y 1929 tuvo como parejas en la vida y en el baile, a Emma Bóveda, Elsa O'Connor, que luego se destacó como actriz dramática del teatro y del cine, e Isabel San Miguel. Desde 1933 hasta su muerte, Carmencita Calderón fue su compañera, pero solo en la danza; con ella aparece bailando en 1933 en el filme Tango cuando era una joven menor de 20 años.
Su última actuación fue en un local llamado El Rancho Grande, en Mar del Plata, el 7 de febrero de 1942. Al terminar su presentación volvió a su alojamiento, donde al rato lo encontraron muerto por razones naturales. 
En su homenaje se instituyó el 7 de febrero como el Día del Bailarín de Tango en Argentina.